# Пјатели (Кјети)
Пјатели (итал. Piattelli) је насеље у Италији у округу Кјети, региону Абруцо.
Према процени из 2011. у насељу је живело 176 становника. Насеље се налази на надморској висини од 55 м.